# Fondation Vuk
La Fondation Vuk (en serbe Вукова задужбина ou Vukova zadužbina) est une institution culturelle située à Belgrade, la capitale de la Serbie. Elle a été créée en 1987, pour le 200e anniversaire de la naissance de Vuk Stefanović Karadžić, le grand réformateur de la langue serbe au XIXe siècle. Elle est située rue Kralja Milana, à côté de Terazije, la place centrale de la capitale. En raison de sa valeur architecturale, le bâtiment est inscrit sur la liste des monuments culturels de grande importance de la république de Serbie et sur la liste des biens culturels de la ville de Belgrade.

## Présentation
Le bâtiment qui abrite l'actuelle Fondation Vuk était au départ un hôtel particulier construit en 1870-1871 par l'architecte Aleksandar Bugarski pour Arsenije Golubović, à l'époque maire de Belgrade. La façade fut modifiée par l'architecte Branko Tanazević en 1912 ; elle fut réalisée dans un style typiquement serbo-byzantin.
L'édifice a autrefois abrité le Ministère de l'éducation ; il héberge à présent la Fondation Vuk. Cette fondation a été créée avec le concours de nombreuses institutions culturelles de Serbie, comme l'Académie serbe des sciences et des arts, le Parlement de Serbie, la Matica srpska, l'université de Belgrade, ou encore les universités de Novi Sad, Kragujevac, Priština, Niš etc. Elle s'est donné comme mission de diffuser la pensée de Vuk Stefanović Karadžić en publiant ses œuvres et des ouvrages écrits sur lui.

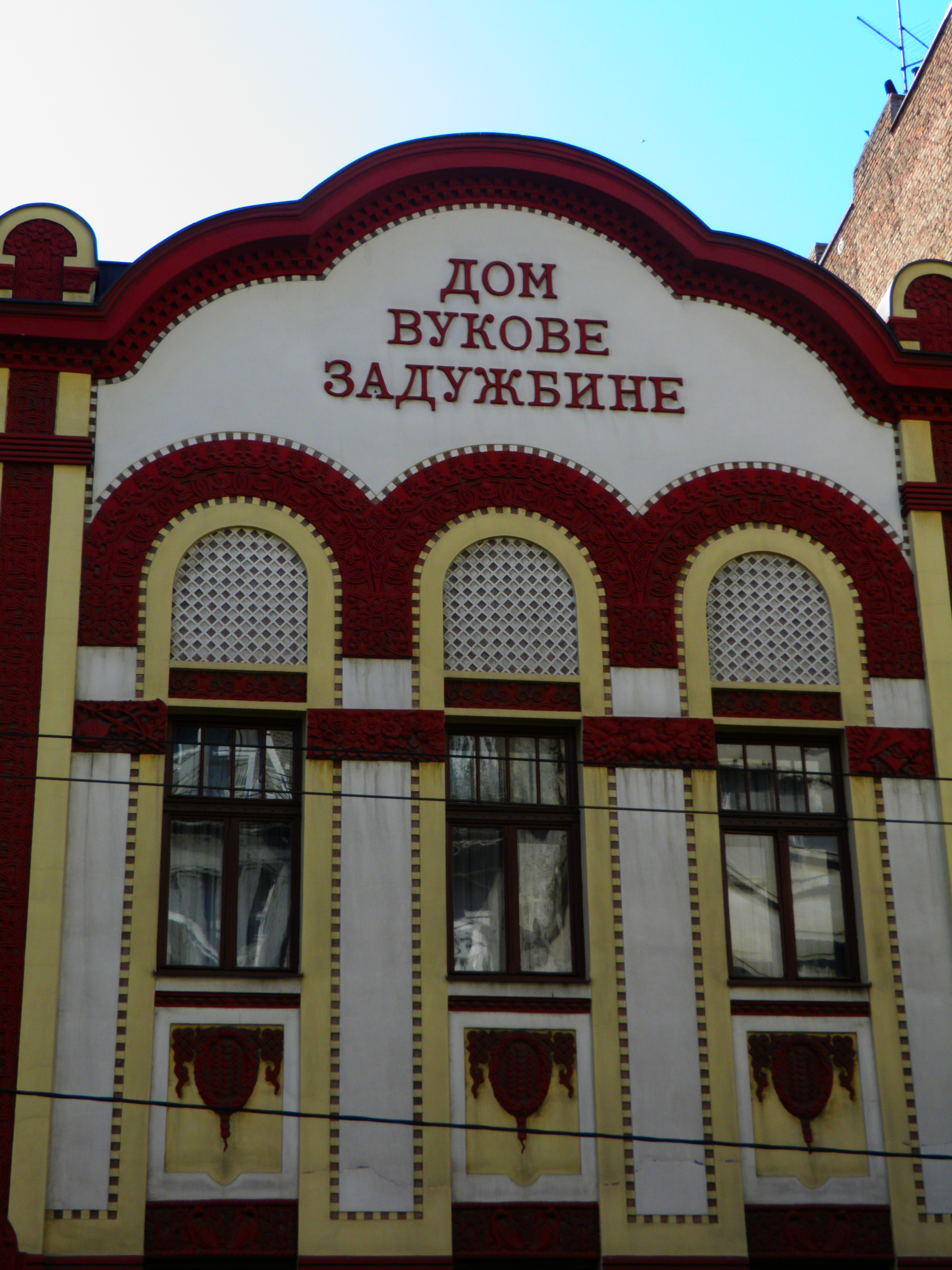
Détail de la façade